# Сухе-Батор (станція)
Сухе-Батор (монг. Сүхбаатар) — станція в Монголії, розташована на Трансмонгольській залізниці між станціями Хойт (відстань — 17 км) і Шаамар (11 км).
Розташована в однойменному місті.